# Moste, Žirovnica
Moste este o localitate din comuna Žirovnica, Slovenia.